# Tomasz Slaski
Tomasz Slaski (ur. pocz. XVII w., zm. ok. 1680) – w latach 1631–1656 zarządca dóbr żywieckich królewicza Karola Ferdynanda Wazy. 
Pochodził z rodu Slaskich herbu Grzymała. Był synem Adama Slaskiego, pierwszym przedstawicielem tej rodziny związanym z Małopolską i zarazem założycielem "linii małopolskiej" tej rodziny. 
W 1618 r. był studentem Akademii Krakowskiej, gdzie został zapisany jako pochodzący z Płocka. Przez ponad 20 lat (od r. 1631 do r. 1656) zarządzał rozległymi dobrami Państwa Żywieckiego, należącymi do biskupa płockiego, królewicza, Karola Ferdynanda Wazy, brata króla Jana Kazimierza. Za jego rządów doszło do rozbudowania miasta Żywca, m.in. w 1648 r. powstała za zamkiem osada Nowy Świat. Był człowiekiem majętnym i wspierał finansowo kościół w Żywcu i organizacje kościelne (Bractwo Różańcowe). Prawdopodobnie uczestniczył też w obronie Żywca przed Szwedami. 
Następnie przeniósł się do swojego majątku w okolicach Proszowic, gdzie uczestniczył aktywnie w życiu publicznym (biorąc udział m.in. w sejmikach przedsejmowych, składając w 1668 podpis przeciw abdykacji króla Jana Kazimierza, czy uczestnicząc w 1669 w elekcji króla Michała Korybuta Wiśniowieckiego). W 20 lat po jego śmierci napisano: Serią zasług przewyższył jakąkolwiek nagrodę honorową, o jakiej myślmy dla najwyższego człowieka.
Jednym z jego dwóch synów Adam Slaski, podczaszy mielnicki, urodzony między 1655 a 1660 r., a zmarły w 1704 r. Jego osobę i jego przodków sławi broszura napisana przez profesora Akademii Krakowskiej, Kazimierza Jana Ceyplera, Turres abundantia meritorum in Ecclesiam & Patriam instructae multiplici virtuttum armatura invicti Grzymalii Herois Magnifici olim Geonoris domini Adami in Slasy Slaski pocilillatoris mielnicensis, wydana w 1704 r. w Krakowie. Adam Slaski był żonaty z Konstancją z Czarncy Czarniecką (krewną sławnego Stefana Czarnieckiego, zasłużonego w czasie najazdu szwedzkiego) i miał z nią siedmiu synów.